# Андре Савіньйон
Ферна́н Еже́н Андре́ Савіньйо́н фр. Fernand Eugène André Savignon, * 1 січня 1878, Тарб, Франція — † 10 січня 1947, Лондон, Велика Британія;— французький письменник і журналіст, лауреат Ґонкурівської премії (1912) за роман «Дочки дощу»

## Біографія
Андре Савіньйон народився в сім'ї Ежена Мішеля Савіньйона і Луїзи Ізабелли Варанґ'ян де Віллепен. Родина мешкала в домі «Еспарбес Люссан» у Тарбі, на майдані Префектури, № 5.
Андре навчався в єзуїтському коледжі святого Франсуа-Ксав'єра у Ванні.
Першою дружиною Андре Савіньйона була Марі Жозефіна Монзелен, з якою він узяв шлюб 29 липня 1902 в Парижі. Ґонкурівську премію здобув у 1912 році за роман «Дочки дощу», опублікований у видавництві Ґрассе. Претендентом на цю нагороду був також Жульєн Банда, і журі проголосувало шістьма голосами проти п'яти на користь Савіньйона. У романі описано будні жителів острова Уессан.
Андре працював журналістом у газетах і їздив у робочі відрядження до Великої Британії. Особливо часто це траплялося в 1908—1914 роках. Там його застала Перша світова війна, й довелося залишитися на чотири роки. Після перемир'я 1918 року Андре Савіньйон переїхав до Сен-Мало. 27 вересня 1919 в Амбераку він одружився вдруге — з Бертою Деґранж. Дітей з нею, як і з першою дружиною, не мав. Далі їздив як журналіст до Великої Британії. Був у Лондоні на той час, коли у 1939-му почалася Друга світова війна.
Андре Савіньйон пережив бомбардування Плімута у 1940—1941 роках, відомі під загальною назвою «Бліц». Вранці 21 березня 1941 року він написав:

|  | «У цьому місті, що нищилось у червонуватих смугах диму, блукали тільки поодинокі городяни. Інші сиділи у сховищах або лежали, позбувшись усіх прикрощів, під руїнами». |

На батьківщину письменник уже не повернувся. Перебрався до Лондона, де 10 січня 1947 року помер на пневмонію у французькій лікарні. Поховали його в Сен-Мало, на маленькому кладовищі «Розе», що біля річки Ранс.
Андре Савіньйон був кавалер ордена Почесного легіону.

## Твори
- Les Vigies des mers, Fayard, 1908 — «Сигнальники морів»
- Filles de la pluie, Grasset, 1912 — «Дочки дощу»
- Une femme dans chaque port, Flammarion, 1918 — «Жінка в кожному порту»
- Le Secret des eaux, Calmann-Lévy, 1923 — «Таємниця вод»
- La Tristesse d'Elsie, Calmann-Lévy, 1924 — «Сум Елсі»
- La Dame de la «Sainte-Alice», Calmann-Lévy, 1926 — «Дама із „Святої Аліси“»
- Tous les trois, Calmann-Lévy, 1928 — «Усі троє»
- Saint-Malo, nid de Corsaire, La Renaissance du Livre, 1931 — «Сен-Мало, гніздо корсарів»
- Au petit bateau, La Renaissance du Livre, 1932 — «На човнику»
- Petits miroirs de la mer, avec Abel Bonnard, Claude Farrère, Maurice Guierre, Jean Painlevé et Roger Vercel, Biomarine ; Perceval, 1934 — «Морські дзеркальця» (разом із: Абель Боннар, Клод Фаррер, Моріс Ґієр, Жан Пенлеве і Роже Версель)
- Occupation, Édition de France, 1938 — «Окупація»
- Le Feu du ciel, Plymouth 1940—1941, Le Cercle d'or, 1984 — «Небесний вогонь. Плімут, 1940—1941»
- Dans ma prison de Londres (1939—1946), Ketel, 1962 — «У моїй лондонській тюрмі»

## Зовнішні зв'язки
- Court extrait des Filles de la pluie [Архівовано 14 червня 2006 у Wayback Machine.]